# پلی‌گرام
پُلی‌گرام (انگلیسی: PolyGram) شرکت رسانه‌ای هلندی آمریکایی است، که در سال ۱۹۶۲ توسط شرکت‌های پالیدور رکوردز و دویچه گرامافون تأسیس شد.